# Anna Morandi Manzolini
Anna Morandi Manzolini (Bologna, 21 gennaio 1714 – Bologna, 9 luglio 1774) è stata un'anatomista e scultrice italiana, docente di anatomia all'Università di Bologna, abile realizzatrice di modelli anatomici in ceroplastica.
A lei è dedicato il cratere Manzolini sulla superficie di Venere.

## Biografia
Figlia di Carlo Morandi e Rosa Giovannini, studia disegno e scultura a Bologna nelle scuole di Giuseppe Pedretti e Francesco Monti. Qui conosce il professore di anatomia Giovanni Manzolini che diventerà suo futuro marito. Morandi ha presto l'occasione di dimostrare le sue capacità di anatomista quando il marito si ammala di depressione: in quel frangente, infatti, lo aiuta concretamente nella dissezione dei cadaveri; così facendo, diviene esperta nella riproduzione in cera di parti anatomiche fino ad allora sconosciute. Inoltre, quando suo marito si ammala di tubercolosi, ella riceve un permesso speciale per insegnare in sua vece. 
Dopo la morte del marito nel 1755, viene nominata dal Senato bolognese modellatrice in cera presso la cattedra di anatomia dell'Università.
Grazie alle sue opere ceroplastiche diviene celebre in tutta Europa: la Royal Society di Londra, Caterina II di Russia e altre corti europee ka invitano più volte con offerte economiche molto allettanti, da lei sempre rifiutate per non voler lasciare Bologna.
Muore nel 1774, a sessant'anni. Viene sepolta a Bologna, con funerali solenni, nella Chiesa di San Procolo in Via d'Azeglio, dove la ricorda una lapide posta a terra in orizzontale, al centro della navata centrale.
Sulla lapide viene definita prima di tutto "moglie amorevole e madre"; mentre solo nella terza riga si legge "Artista colta ricercatrice insegnante brillante".

### Vita privata
Anna Morandi sposa Giovanni Manzolini a Bologna, nella chiesa di San Nicolò degli Albari, il 24 novembre 1740. Dopo il matrimonio vivono a casa del marito, dove nascono il primogenito della coppia, Petronio, e il loro secondogenito, Giuseppe.
Tra il 1744 e il 1750 la vita degli sposi è segnata da innumerevoli tragici eventi: cinque dei loro figli scompaiono precocemente in pochi mesi o anni di vita. 
Nel 1751 dà alla luce Carlo, suo ultimogenito, ma nella primavera dell’anno successivo un altro drammatico avvenimento colpisce la famiglia: Petronio muore prima del suo undicesimo compleanno.
Il 7 Giugno 1755 muore anche Giovanni e la famiglia Manzolini deve affrontare delle difficoltà di natura economica. Anna è così costretta ad affidare il figlio Giuseppe a un orfanotrofio: il Conservatorio di San Bartolomeo in Reno. 
Nel 1758 la fortuna arride alla famiglia Manzolini: il conte Flaminio Solimei aveva dato disposizione testamentaria secondo la quale, per evitare la scomparsa della dinastia, alla sua morte sarebbe stato estratto a sorte un ospite di quell'orfanotrofio per farlo divenire l’erede dell’illustre famiglia bolognese. Viene estratto proprio Giuseppe Manzolini, che è designato come discendente e acquisisce il cognome della famiglia Solimei.
Carlo invece resta accanto alla madre: diviene canonico della Basilica di San Petronio e dal 1783 al 1800 è lettore di sacra teologia dogmatica presso l’Università di Bologna. È designato dalla madre suo erede universale.

## Lavorare in coppia

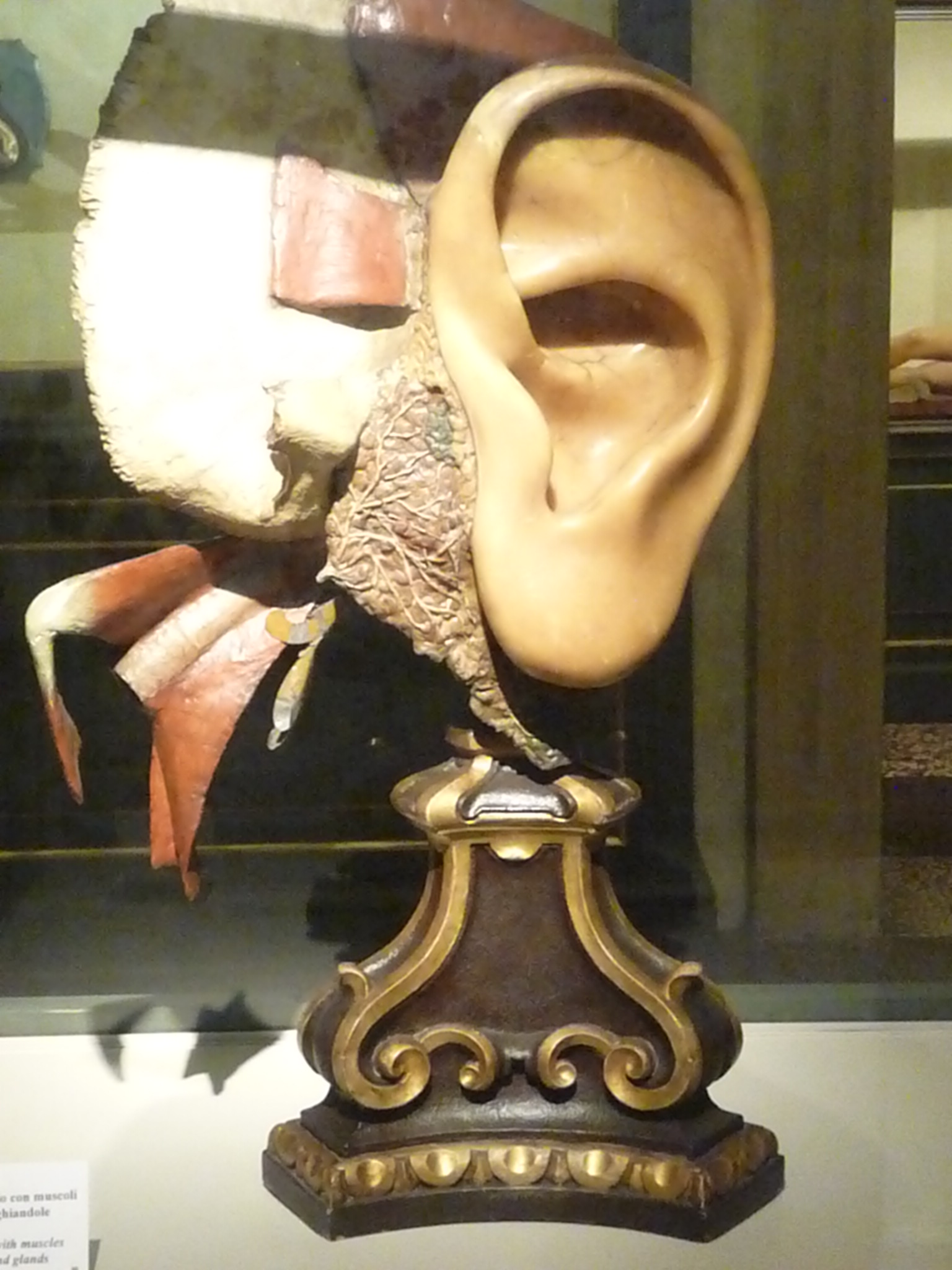
Coniugi Manzolini: orecchio staccato dal corpo con relative ghiandole e muscoli (cera su piedistallo di legno), Bologna, Museo di Palazzo Poggi.

Non è possibile stabilire chi tra Anna e Giovanni sia l'ideatore delle loro raccolte ceroplastiche. Il percorso di formazione dei due coniugi è analogo: entrambi, infatti. frequentano le scuole di disegno e scultura di Giuseppe Pedretti e Francesco Monti. 
Il sodalizio professionale dei due coniugi comincia già a partire dall'anno del matrimonio.
Probabilmente la coppia fin dall'inizio lavora a stretto contatto ma, in seguito alla scomparsa prematura del figlio Giovanni, Anna continua a perfezionare la sua arte e le sue opere, raggiungendo successi artistici e accademici sempre maggiori.
 

Numerose fonti mettono in luce il contributo della Morandi, sia nel collaborare con il marito sia nel proseguire autonomamente nell’arte della ceroplastica, sottolineando il suo maggiore acume accademico. Su di lei così scrive Gaetano Giordani nel 1836:
“…la Manzolini si diede indi ad istruire i giovani studenti di anatomia, e nelle lezioni sue non tanto insegnava ad essi le cose imparate dal marito suo; ma altresì fatto esperienza in tale professione, franca nelle difficili e minute incisioni, maestra erudita di molte nozioni, comunicava loro scoprimenti ignoti non solo al marito stesso, quand'anche ai più esercitati e valenti anatomici di quel tempo.”
Anche Michele Medici, professore di anatomia presso l’Università di Bologna, evidenzia la straordinaria professionalità della Morandi, riconoscendo in lei una tra le più influenti donne dotte di Bologna.
A lei viene attribuita l’individuazione della posizione del muscolo obliquo inferiore dell'occhio che, anziché terminare nell’apofisi nasale, come si riteneva, procede fino al sacco lacrimale.

## Il contributo alla scuola ceroplastica di Bologna

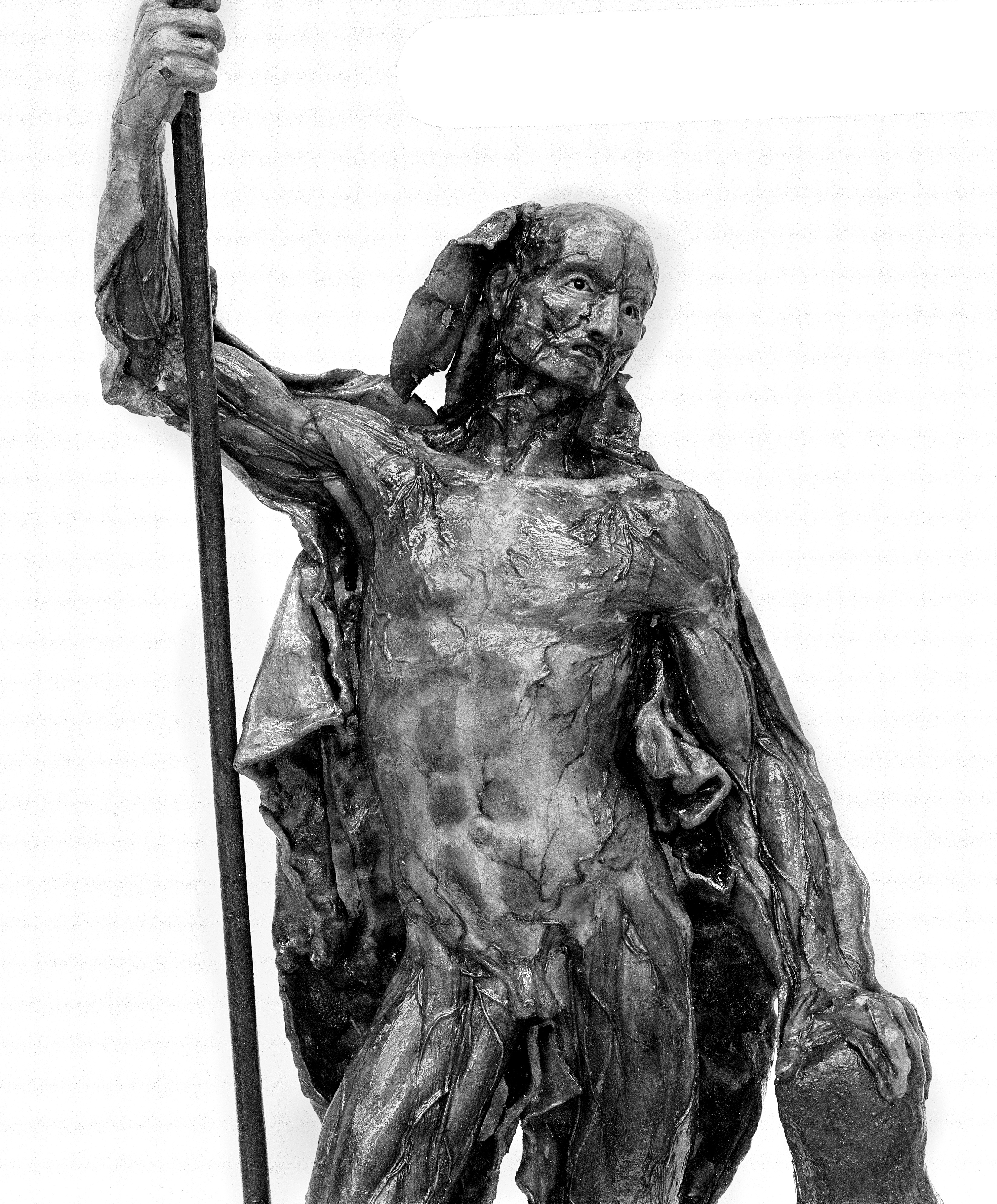
Busto anatomico atto a rappresentare le strutture immediatamente sottostanti l'epidermide.

La scuola ceroplastica viene inaugurata ufficialmente il 13 marzo 1714 e rappresenta un’istituzione coeva di tutte le arti e le scienze, con lo scopo di raggiungere un’effettiva cooperazione tra scienziati e artisti.
Il primo convinto benefattore della scuola ceroplastica di Bologna è il cardinale Prospero Lorenzo Lambertini, il quale, dopo essere stato eletto papa negli anni Quaranta con il nome di Benedetto XIV, si dedica personalmente alla promozione dell’Istituto. Nel 1742, commissiona a Ercole Lelli un piano di lavoro relativo alla rappresentazione della miologia e dell’osteologia del corpo umano che prevede l’esecuzione di sette statue e ventitré tavole.
Per l’esecuzione delle cere Lelli ricorre alla collaborazione, fra gli altri, di Giovanni Manzolini, suo coetaneo e compagno di studi alla Clementina, e poi della moglie, Anna Morandi.
Il sodalizio professionale ha però vita breve, dura solo tre anni, poiché il Manzolini non ritiene il suo lavoro sufficientemente valorizzato dal Lelli, da lui accusato di attribuire a sé tutti i meriti delle loro comuni produzioni; Anna Morandi è parte attiva di questo diverbio, in quanto anch’ella collaboratrice nella realizzazione delle opere.

Illuminanti sotto questo aspetto sono le parole di una lettera di Jacopo Bartolomeo Beccari del 1749 rivolta al cugino Flaminio Scarselli:
“Questi riuscì talmente nei lavori, et talmente vi prese piacere e talmente nel medesimo piacere trasse la moglie sua, donna di somma bontà, e d’un talento singolare, che formò particolarmente alcune eccellenti opere coll’aiuto della medesima sua moglie, eccitò in Ercolino una formidabile gelosia. Ercolino è stato assistito; l’altro pover uomo ha dovuto restar sepolto, e insieme colla sua compagna ha ritratto in cera i bracci umani con tutto il corso dei nervi, l’orecchio e altre parti che son riuscite mirabili. Di più: sapeva cosa sia la Notomia dell’Orecchio. Codesta Notomia è fatta da lui in maniera che fa vergogna a quella di Valsavia. Lì è fatta non in cera, ma nell’orecchio umano; di cui quella buona donna fa poi agli spettatori una così ordinata e minuta descrizione che reca meraviglia e stupore.”
A differenza del Lelli. che dà particolare importanza all'effetto del dinamismo nelle sue opere, le preparazioni della Morandi tendono più a voler dare una visione minuziosa dell’anatomia umana. Ella, così come il marito, non si limita a rappresentare il corpo umano nella sua fisiologia inalterata, ma ne mette in evidenza anche il deterioramento, fornendo in aggiunta spunti di anatomia patologica.

## Realizzazioni artistiche e nuove sperimentazioni

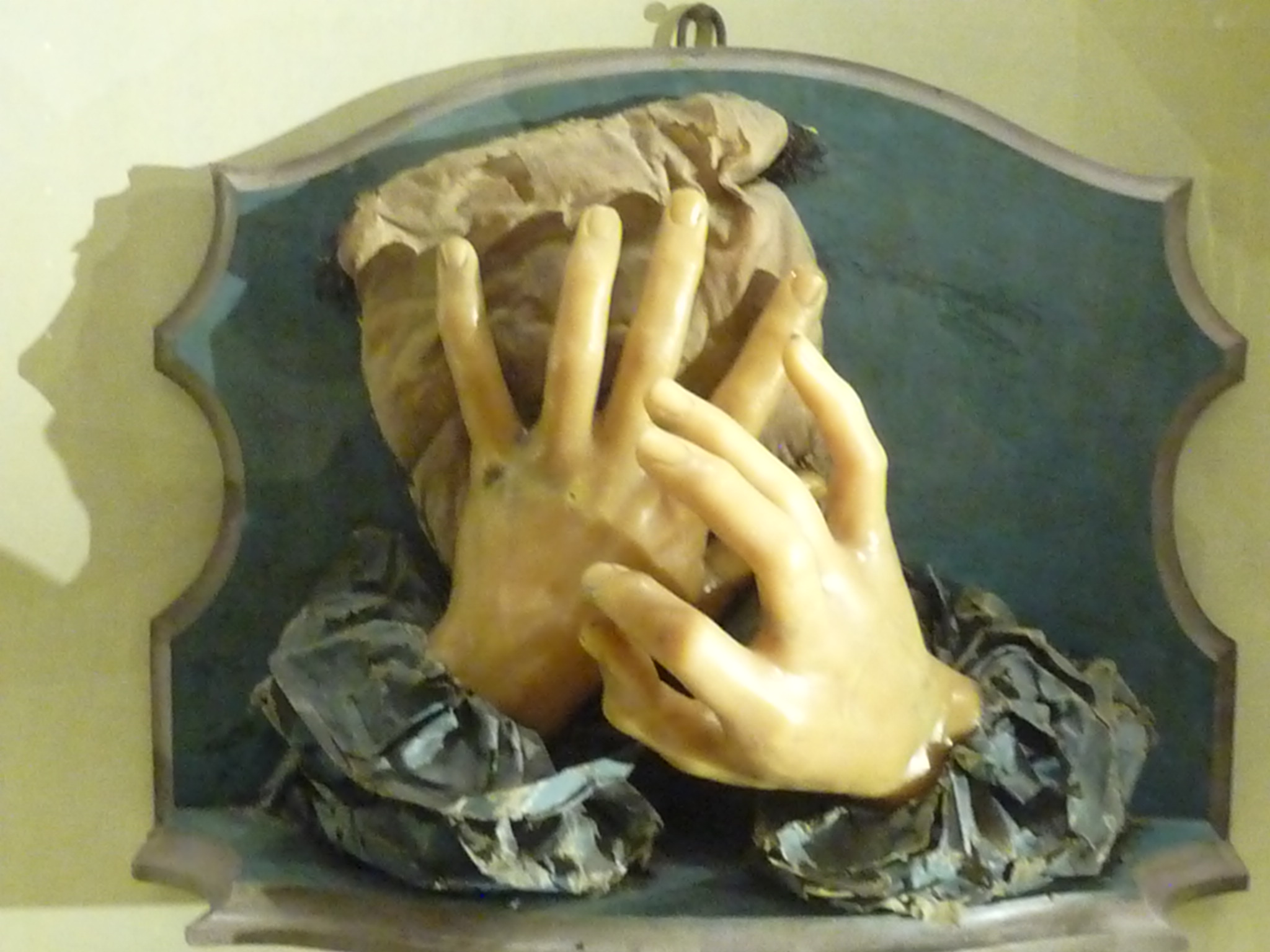
A. Morandi Manzolini, mani (cera e tessuto su tavola), Bologna, Museo di Palazzo Poggi.

La produzione ceroplastica della Manzolini rappresenta il perfetto connubio fra arte e pratica anatomica.
Le sue collezioni potevano essere impiegate nell’insegnamento medico, permettendo ai docenti di anatomia di fornire una chiara spiegazione sull’argomento trattato e facilitando l’apprendimento. Ella stessa si sofferma in molte sue opere sulla natura didattica delle sue cere, e proprio per facilitare la comprensione dei suoi testi attua alcuni stratagemmi: ad esempio, nel descrivere l’anatomia della coclea dell’orecchio usa fili di seta di diversi colori.
Un lavoro del genere necessita non solo di nozioni tecniche e pratica sperimentale, ma anche di argute e sempre aggiornate conoscenze teoriche; testimonianza della sua perizia tecnica è l'utilizzo rigoroso di testi fondamentali dell’anatomia macroscopica e descrittiva, accompagnati da un esteso apparato illustrativo. Fra le fonti da lei ampiamente utilizzate compaiono le due celebri opere di Giovanni Battista Morgagni, le Adversaria Anatomica Prima e le Adversaria Anatomica Omnia, funzionali a descrivere le parti più minute del corpo umano. A queste si aggiungono trattati come il De vocis, auditusque organis (Ferrara, 1600) di Giulio Cesare Casseri e l'Opera cum Morgagni di Antonio Maria Valsalva (Venezia, 1760), in cui l’organo uditivo viene descritto nel dettaglio.
In quanto illustre professoressa, non si limita all'insegnamento presso la cattedra di Anatomia dell’Università, ma è anche solita organizzare corsi nella sua abitazione privata, godendo di una grandissima autonomia, fatto singolare per una donna dell’epoca. Inoltre, in tale periodo, diviene gestrice e proprietaria di un vero e proprio atelier di cere anatomiche.
 

La produzione della Manzolini getta le basi dell’anatomia delle parti, utilizzata in seguito da Luigi Galvani nei suoi studi riguardanti l’elettricità animale. In tali ricerche, particolarmente focalizzate sul circuito cervello-nervi-muscoli, è evidente una correlazione con le opere morandiniane, dalle quali si deduce con chiarezza il ruolo principe del sistema nervoso come coordinatore fondamentale delle funzioni della macchina umana. In merito a ciò, è paradigmatica la didascalia scritta dalla ceroplasta, che accompagna la nona tavola raffigurante l’anatomia dell’orecchio:
"Cartilagine dell'orecchio. Su l'osso Temporale fornita sì arteriosi, che venosi, come pure dei Nervi, i quali concorrono al nutrimento, e sensazione dell'orrechia esterna, cioè degl'Integomenti, che si sono levati; e si naturalmente tutti gl'altri vasi che si portano all'intiera machina dell’Orrechio."
Particolarmente significativa è anche la sezione introduttiva all’anatomia della mano, in cui si descrive la sensazione del tatto. Le parole utilizzate dall’anatomista sono indirizzate a mettere in evidenza il ruolo del circuito neurologico, che può generare, a seconda delle situazioni, tipologie di percezioni fra loro differenti:
"Tutti cottesti Nervi accennati si portano sino alla sumità, ed apice delle Dita e qui si moltiplicano in Copiosissimi, e minutissimi Ramoscelli più che in altra parte, e quindi per tale, e sì feconda multiplicazione de nervi operata dalla natura, si rende più acuta che altrove, e delicata la Sensazione."

## Riconoscimenti
La città di Bologna ha intitolato un giardino a suo nome.